# Saint-Laurent-en-Beaumont
Saint-Laurent-en-Beaumont – miejscowość i gmina we Francji, w regionie Owernia-Rodan-Alpy, w departamencie Isère.
Według danych na rok 1990 gminę zamieszkiwały 282 osoby, a gęstość zaludnienia wynosiła 21 osób/km² (wśród 2880 gmin regionu Rodan-Alpy Saint-Laurent-en-Beaumont plasuje się na 1347. miejscu pod względem liczby ludności, natomiast pod względem powierzchni na miejscu 882.).